# Lorenzo Miccheli Filippetti
Lorenzo Miccheli Filippetti OSA (* 23. Juli 1929 in Nazzano; † 16. Juni 1994) war ein italienischer Geistlicher und Prälat von Chuquibambilla.

## Leben
Filippetti wurde am 26. Juni 1955 zum Priester des Augustinerordens geweiht. Am 12. August 1976 ernannte ihn Papst Paul VI. zum Titularbischof von Apisa Maius und ersten Prälaten der Territorialprälatur Chuquibambilla. Der Apostolische Nuntius von Peru, Carlo Furno, weihte ihn mit Assistenz von Alcides Mendoza Castro, Militärerzbischof von Peru, und Luis Vallejos Santoni, Erzbischof von Cuzco, am 19. September 1976 zum Bischof. Am 17. Januar 1978 gab er den Bischofstitel von Apisa Maius ab. Er war bis zu seinem Rücktritt am 16. Juli 1986 Bischof-Prälat von Chuquibambilla.